# Wilhelm-Orden

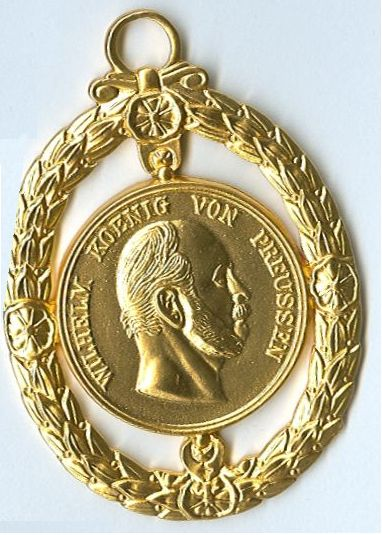
Ordenszeichen

Der Wilhelm-Orden wurde am 18. Januar 1896 durch Wilhelm II. in Erinnerung an dessen Großvater, den ersten Deutschen Kaiser des „Zweiten Reiches“ Wilhelm I., überwiegend an Frauen, die sich wohltätig und sozial engagierten, verliehen.

## Ordensdekoration
Der Orden, der lediglich aus einer Klasse gebildet ist, besteht aus einer ca. 222 Gramm schweren goldenen Kette, in deren Gliedern der Schriftzug WILHELMUS : I : REX steht. Daran hängt ein hochovaler Lorbeerkranz, in dessen Zentrum ein Medaillon angebracht ist. Dieses zeigt das nach links gewandete Brustbild Wilhelm I. mit der Umschrift WILHELM KOENIG VON PREUSSEN.
Der Entwurf stammte von den Medailleuren Emil Weigand und Otto Schultz.

## Verleihungen

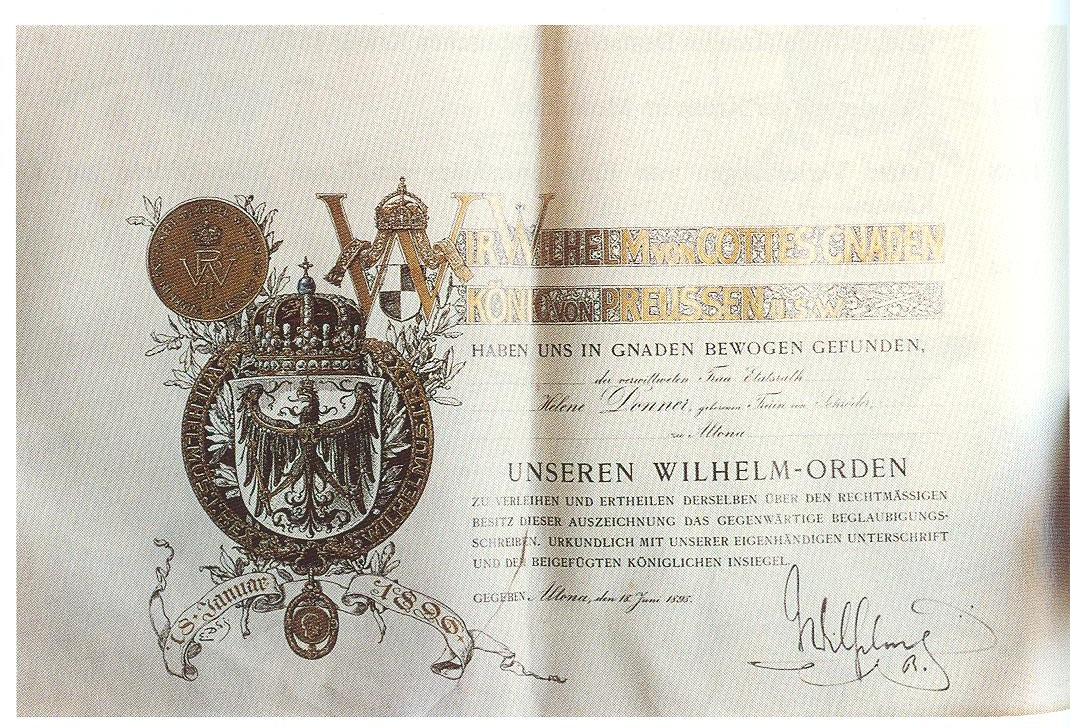
Verleihungsurkunde

Der Orden zählt zu den am seltensten verliehenen Auszeichnungen im Königreich Preußen. Nur 66 Verleihungen sind nachzuweisen. Am Stiftungstag erhielt ihn u. a. Otto von Bismarck. Die letzte Verleihung erfolgte am 28. August 1913 an die Erbprinzessin Charlotte von Preußen. Weitere Inhaber waren u. a.:
- Maria Elisabeth Wentzel-Heckmann (1833–1914), Wohltäterin, Ehrenmitglied der Preußischen Akademie der Wissenschaften
- Paul Berthold (1855–1917), Landrat, Sozialpolitiker
- Friedrich von Bodelschwingh der Ältere (1831–1910), evangelischer Pastor und Theologe
- Tonio Bödiker (1843–1907), erster Präsident des Reichsversicherungsamtes
- Helene Donner (1819–1909), Hamburger Stifterin und Wohltäterin
- Sophie Henschel (1841–1915), Fabrikantin und Mäzenin
- Theodor Lohmann (1831–1905), Verwaltungsjurist und Sozialreformer
- James Simon (1851–1932), Unternehmer, Förderer der Berliner Museen, Gründer und Finanzier zahlreicher wohltätiger Einrichtungen
- Heinrich von Stephan (1831–1897), Generalpostdirektor des Deutschen Reichs, Organisator des deutschen Postwesens und Mitbegründer des Weltpostvereins
- Egmont Websky (1827–1905), Textilfabrikant, Reichstagsabgeordneter
- Emilie Mosse (1851–1924), Wohltäterin[1]
- Luise von Preußen (1838–1923), Großherzogin von Baden, karitatives Engagement
- Auguste Viktoria (1858–1921), deutsche Kaiserin, karitatives Engagement
- Margarethe Krupp (1854–1931), Fabrikantin, karitatives und soziales Engagement
- Mary von Waldersee (1837–1914), Gräfin, Förderin christlicher und sozialer Belange
- Eva von Tiele-Winckler (1866–1930), „Mutter Eva“; Diakonisse, karitatives und soziales Engagement
- Laura von Oelbermann (1846–1929), Kölner Stifterin und Mäzenin
- Franziska Speyer (1844–1909), Frankfurter Stifterin und Mäzenin

## Sonstiges
In der Öffentlichkeit, vor allem bei Internet-Versteigerungen, wird auch die zehntausendfach verliehene Centenarmedaille zum Gedenken an den 100. Geburtstag Kaiser Wilhelms I. im Jahre 1897 irrtümlich „Wilhelmsorden“ genannt. Auch das Kurfürstentum Hessen hatte einen Wilhelmsorden; aber dieser war älter und nach Wilhelm I. (Hessen-Kassel) benannt.